# Bianor biocellosus
Bianor biocellosus là một loài nhện trong họ Salticidae.
Loài này thuộc chi Bianor. Bianor biocellosus được Eugène Simon miêu tả năm 1902.